# Tennebø
Tennebø (eller  Tennebøen) är en tidigare tätort i Kinns kommun i Vestland fylke i västra Norge. Orten ligger vid riksväg 15, sydöst om staden Måløy.
Tidigare har orten tillhört dåvarande Selje kommun, sedan dåvarande Sør-Vågsøy kommun och därefter dåvarande Vågsøy kommun i Sogn og Fjordane fylke.
Bebyggelsen i orten räknas numera som en del av tätorten Måløy.